# Cassette Futurism
Cassette Futurism bezeichnet eine ästhetische Richtung im Retro-Futurismus, die von der Technologie und dem Design der späten 1970er bis frühen 1980er Jahre inspiriert ist. Besonders auffällig sind die Verwendung von analogen Technologien, physischen Bedienelementen und einer insgesamt funktionalen, oftmals minimalistischen Gestaltung. Dieser Stil zieht seine Inspiration aus der Ära der Kassettenrekorder, Röhrenbildschirme und frühen Computern und spielt auf die Art und Weise an, wie diese Technologien in der visuellen Kultur und in der Populärkunst dargestellt wurden.

## Herkunft und Begriff
Der Begriff "Cassette Futurism" taucht oft im Zusammenhang mit der Ästhetik von retro-futuristischen Designs auf, die einen stark analogen Charakter besitzen. Die Bezeichnung verweist direkt auf die Ästhetik von Geräten wie Kassettenrekordern, tragbaren Radios und frühen Computermodellen, die in den 1970er und 1980er Jahren weit verbreitet waren. Diese Geräte, die zu ihrer Zeit als technologisch fortschrittlich galten, wurden von Künstlern und Designern häufig in Science-Fiction-Werken verwendet, um eine Vision einer alternativen, von Technologie geprägten Zukunft darzustellen.

## Merkmale des Cassette Futurisms
Cassette Futurism zeichnet sich durch mehrere markante Designmerkmale aus:
- Analogität: Die Technik in diesem Stil ist oft mechanisch und nicht digital, was sich in den verwendeten Geräten wie Kassettenrekordern und Röhrenmonitoren widerspiegelt.
- Klare Funktionalität: Bedienelemente wie physische Knöpfe und Drehregler dominieren das Design, was eine haptische Verbindung zwischen Nutzer und Technologie betont.
- Retro-futuristische Ästhetik: Der Stil vermischt futuristische Elemente mit den damaligen Vorstellungen von moderner Technologie, die durch ihre klobige und oftmals "unfertige" Optik auffallen.
- Farben und Materialien: Eine begrenzte Farbpalette, häufig dominiert von Grautönen, Beige und Braun, sowie der Einsatz von Kunststoff und Metall als Hauptmaterialien sind typisch für das Erscheinungsbild.

Gerade der visuelle Minimalismus grenzt Cassette Futurism von Synthwave und Vaporwave ab.

## Popkulturelle Einflüsse und Beispiele
Cassette Futurism ist eng mit der Darstellung von Technologie in Filmen, Serien und Videospielen der 70er und 80er Jahre verknüpft, die das Bild einer Zukunft mit funktionalen, aber einfachen Geräten hervorriefen.
Besondere Beachtung verdient die Stilistik der früheren Star Wars-Filme (Episode IV–VI). Diese Filme, die in einer weit entfernten Zukunft spielen, sind stark von der Ästhetik des Cassette Futurismus geprägt. Die Technologie der Raumschiffe, Droiden und anderer Geräte spiegelt eine funktionale, aber oft „veraltete“ Zukunft wider, die in ihrer technischen Gestaltung an die analogen Geräte der 70er Jahre erinnert. Diese Prinzipien wurden auch in neueren Star Wars-Spin-offs, wie der Serie "Andor", weitergeführt, die ähnliche visuelle und technische Elemente aufgreift, um eine glaubwürdige, retro-futuristische Welt darzustellen.

### Rezeption und Bedeutung
Cassette Futurism hat eine besondere Bedeutung in der modernen Kunst und Kultur, da er eine nostalgische Rückkehr zu einer Ära darstellt, die für ihre Analogie und haptische Interaktion mit Technologie bekannt war. Der Stil ist nicht nur eine stilistische Wahl, sondern auch eine Reflexion über den technologischen Fortschritt und die Ästhetik der Vergangenheit. In einer Ära der allgegenwärtigen digitalen Technologie bietet Cassette Futurism eine Art der Erinnerung an eine Zeit, in der Technologie einfacher, greifbarer und oft fehleranfälliger war.